# طواف هيرالد صن 2018
طواف هيرالد صن 2018 (بالفرنسية: Herald Sun Tour 2018)‏ هو سباق دراجات هوائية، وهو الموسم رقم 65 من السباق، وأقيم خلال الفترة 31 يناير 2018، وحتى 4 فبراير 2018، وامتدّ لمسافة 731.9 كيلومتر، وهو أحد سباقات طواف أوقيانوسيا للدراجات 2018، وقد شارك في السباق 101 متسابقاً ووصل إلى نهايته 76 متسابقاً.
فاز فيه بالمركز الأول استيبان تشافيس، وبالمركز الثاني كاميرون ماير، وبالمركز الثالث داميان هاوسون، والفائز حسب ترتيب السرعة ستيل فون هوف، والفريق الفائز في ترتيب الفرق ميتشلتون سكوت 2018.

## الفرق
| فرق عالمية (2)- Mitchelton-Scott - Trek-Segafredo فرق قارية محترفة (3)- أكوا بلو سبورت 2018 ‏ - Israel Cycling Academy - رومبوت تشارلز ‏ فرق قارية (9)- ARA Skip Capital ‏ - Bennelong SwissWellness Cycling Team p/b Cervelo ‏ - Brisbane Continental Cycling Team ‏ - فريق دراباك كانونديل للتنمية الشاملة ‏ - Interpro Cycling Academy ‏ - JLT–Condor ‏ - Team McDonalds Down Under ‏ - Team BridgeLane ‏ - CCACHE x BODYWRAP ‏ فريق وطني- فريق أستراليا لركوب الدراجات للرجال 2018‏ |  |
| |  |

## المراحل
| قائمة المراحل | قائمة المراحل | قائمة المراحل              | قائمة المراحل      | قائمة المراحل | قائمة المراحل     | قائمة المراحل     |
| المرحلة       | التاريخ       | الدورة                     |                    | المسافة (كم)  | الفائز بالمرحلة   | القائد العام      |
| ------------- | ------------- | -------------------------- | ------------------ | ------------- | ----------------- | ----------------- |
| Prologue      | 31 يناير      | ملبورن – ملبورن            | ضد الساعة          | 1٫6           | إد كلانسي         | إد كلانسي         |
| 1             | 1 فبراير      | كولاك – وارنامبول          | مرحلة مستوية       | 161٫6         | لاسي نورمان هانسن | لاسي نورمان هانسن |
| 2             | 2 فبراير      | وارنامبول – بالارات        | مرحلة جبلية        | 198٫6         | مادس بيدرسن       | لاسي نورمان هانسن |
| 3             | 3 فبراير      | Nagambie ‏ – Lake Mountain ‏ | مرحلة جبلية متوسطة | 218           | استيبان تشافيس    | استيبان تشافيس    |
| 4             | 4 فبراير      | Kinglake ‏ – Kinglake ‏      | مرحلة جبلية        | 152٫1         | سام كروم          | استيبان تشافيس    |

## النتيجة

### مرحلة 0
أجريت في 31 يناير 2018، وامتدّت لمسافة 1.6 كيلومتر فاز بالمرحلة إد كلانسي، ومتصدر الترتيب العام في نهاية المرحلة إد كلانسي.
| التصنيف العام | التصنيف العام     | التصنيف العام   | التصنيف العام                                    | التصنيف العام |        |
| الدراج        | الدراج            | البلد           | الفريق                                           | الوقت         | السرعة |
| ------------- | ----------------- | --------------- | ------------------------------------------------ | ------------- | ------ |
| 1.            | إد كلانسي         | المملكة المتحدة | JLT Condor                                       | 1 د 54 ث      |        |
| 2.            | مادس بيدرسن       | الدنمارك        | تريك سيغافريدو                                   | + 1 ث         |        |
| 3.            | لاسي نورمان هانسن | الدنمارك        | Aqua Blue Sport                                  | + 1 ث         |        |
| 4.            | اليكس فريم        | نيوزيلندا       | تريك سيغافريدو                                   | + 1 ث         |        |
| 5.            | Anthony Giacoppo ‏ | أستراليا        | Bennelong SwissWellness Cycling Team p/b Cervélo | + 2 ث         |        |
| 6.            | الكسندر ادموندسون | أستراليا        | Mitchelton-Scott                                 | + 2 ث         |        |
| 7.            | يان بيبي          | المملكة المتحدة | JLT Condor                                       | + 4 ث         |        |
| 8.            | مايكل هيبورن      | أستراليا        | Mitchelton-Scott                                 | + 4 ث         |        |
| 9.            | غراهام بريغز      | المملكة المتحدة | JLT Condor                                       | + 4 ث         |        |
| 10.           | ماثيو جيبسون      | المملكة المتحدة | JLT Condor                                       | + 4 ث         |        |

### مرحلة 1
هي مرحلة مسطحة، أجريت في 1 فبراير 2018، وامتدّت لمسافة 161.6 كيلومتر فاز بالمرحلة لاسي نورمان هانسن، ومتصدر الترتيب العام في نهاية المرحلة لاسي نورمان هانسن.
| التصنيف العام | التصنيف العام      | التصنيف العام   | التصنيف العام                                    | التصنيف العام |        |
| الدراج        | الدراج             | البلد           | الفريق                                           | الوقت         | السرعة |
| ------------- | ------------------ | --------------- | ------------------------------------------------ | ------------- | ------ |
| 1.            | لاسي نورمان هانسن  | الدنمارك        | Aqua Blue Sport                                  | 3 س 38 د 42 ث |        |
| 2.            | كاميرون ماير       | أستراليا        | Mitchelton-Scott                                 | + 9 ث         |        |
| 3.            | ستيل فون هوف       | أستراليا        | Bennelong SwissWellness Cycling Team p/b Cervélo | + 10 ث        |        |
| 4.            | كاميرون بايلي      | أستراليا        | Bennelong SwissWellness Cycling Team p/b Cervélo | + 14 ث        |        |
| 5.            | توم ستيوارت (دراج) | المملكة المتحدة | JLT Condor                                       | + 15 ث        |        |
| 6.            | داميان هاوسون      | أستراليا        | Mitchelton-Scott                                 | + 16 ث        |        |
| 7.            | كوين دي كورت       | هولندا          | تريك سيغافريدو                                   | + 16 ث        |        |
| 8.            | جيروين مايرز       | هولندا          | Roompot-Nederlandse Loterij                      | + 18 ث        |        |
| 9.            | روبن جيريرو        | البرتغال        | تريك سيغافريدو                                   | + 22 ث        |        |
| 10.           | مادس بيدرسن        | الدنمارك        | تريك سيغافريدو                                   | + 33 ث        |        |

### مرحلة 2
هي مرحلة جبلية، أجريت في 2 فبراير 2018، وامتدّت لمسافة 198.6 كيلومتر فاز بالمرحلة مادس بيدرسن، ومتصدر الترتيب العام في نهاية المرحلة لاسي نورمان هانسن، ومتصدر ترتيب الفرق ميتشلتون سكوت 2018 ‏.
| التصنيف العام | التصنيف العام      | التصنيف العام   | التصنيف العام                                    | التصنيف العام |        |
| الدراج        | الدراج             | البلد           | الفريق                                           | الوقت         | السرعة |
| ------------- | ------------------ | --------------- | ------------------------------------------------ | ------------- | ------ |
| 1.            | لاسي نورمان هانسن  | الدنمارك        | Aqua Blue Sport                                  | 9 س 01 د 54 ث |        |
| 2.            | ستيل فون هوف       | أستراليا        | Bennelong SwissWellness Cycling Team p/b Cervélo | + 4 ث         |        |
| 3.            | كاميرون ماير       | أستراليا        | Mitchelton-Scott                                 | + 9 ث         |        |
| 4.            | كاميرون بايلي      | أستراليا        | Bennelong SwissWellness Cycling Team p/b Cervélo | + 14 ث        |        |
| 5.            | توم ستيوارت (دراج) | المملكة المتحدة | JLT Condor                                       | + 15 ث        |        |
| 6.            | داميان هاوسون      | أستراليا        | Mitchelton-Scott                                 | + 16 ث        |        |
| 7.            | كوين دي كورت       | هولندا          | تريك سيغافريدو                                   | + 16 ث        |        |
| 8.            | جيروين مايرز       | هولندا          | Roompot-Nederlandse Loterij                      | + 18 ث        |        |
| 9.            | روبن جيريرو        | البرتغال        | تريك سيغافريدو                                   | + 22 ث        |        |
| 10.           | مادس بيدرسن        | الدنمارك        | تريك سيغافريدو                                   | + 23 ث        |        |

### مرحلة 3
هي مرحلة جبلية متوسطة، أجريت في 3 فبراير 2018، وامتدّت لمسافة 218 كيلومتر فاز بالمرحلة استيبان تشافيس، ومتصدر الترتيب العام في نهاية المرحلة استيبان تشافيس، ومتصدر ترتيب الفرق ميتشلتون سكوت 2018 ‏.
| التصنيف العام | التصنيف العام     | التصنيف العام | التصنيف العام                                    | التصنيف العام  |        |
| الدراج        | الدراج            | البلد         | الفريق                                           | الوقت          | السرعة |
| ------------- | ----------------- | ------------- | ------------------------------------------------ | -------------- | ------ |
| 1.            | استيبان تشافيس    | كولومبيا      | Mitchelton-Scott                                 | 14 س 56 د 35 ث |        |
| 2.            | كاميرون ماير      | أستراليا      | Mitchelton-Scott                                 | + 32 ث         |        |
| 3.            | داميان هاوسون     | أستراليا      | Mitchelton-Scott                                 | + 39 ث         |        |
| 4.            | روبن جيريرو       | البرتغال      | تريك سيغافريدو                                   | + 45 ث         |        |
| 5.            | Dylan Sunderland ‏ | أستراليا      | Bennelong SwissWellness Cycling Team p/b Cervélo | + 1 د 06 ث     |        |
| 6.            | كريس هاربر (دراج) | أستراليا      | Bennelong SwissWellness Cycling Team p/b Cervélo | + 1 د 09 ث     |        |
| 7.            | ألكسندر إيفانز ‏   | أستراليا      | Mobius-BridgeLane                                | + 1 د 54 ث     |        |
| 8.            | سام كروم          | أستراليا      | Bennelong SwissWellness Cycling Team p/b Cervélo | + 1 د 58 ث     |        |
| 9.            | كريستس نيولاندز   | لاتفيا        | Israel Cycling Academy                           | + 2 د 02 ث     |        |
| 10.           | Freddy Ovett ‏     | أستراليا      | Australian Cycling Academy-Ride Sunshine Coast   | + 2 د 04 ث     |        |

### مرحلة 4
هي مرحلة جبلية، أجريت في 4 فبراير 2018، وامتدّت لمسافة 152.1 كيلومتر فاز بالمرحلة سام كروم، ومتصدر الترتيب العام في نهاية المرحلة استيبان تشافيس.
| الدراج | الدراج | البلد | الفريق | الوقت | السرعة |  |

## التصنيف العام النهائي
| التصنيف العام | التصنيف العام     | التصنيف العام | التصنيف العام                                    | التصنيف العام  |        |
| الدراج        | الدراج            | البلد         | الفريق                                           | الوقت          | السرعة |
| ------------- | ----------------- | ------------- | ------------------------------------------------ | -------------- | ------ |
| 1.            | استيبان تشافيس    | كولومبيا      | Mitchelton-Scott                                 | 18 س 34 د 09 ث |        |
| 2.            | كاميرون ماير      | أستراليا      | Mitchelton-Scott                                 | + 26 ث         |        |
| 3.            | داميان هاوسون     | أستراليا      | Mitchelton-Scott                                 | + 39 ث         |        |
| 4.            | روبن جيريرو       | البرتغال      | تريك سيغافريدو                                   | + 41 ث         |        |
| 5.            | Dylan Sunderland ‏ | أستراليا      | Bennelong SwissWellness Cycling Team p/b Cervélo | + 1 د 03 ث     |        |
| 6.            | كريس هاربر (دراج) | أستراليا      | Bennelong SwissWellness Cycling Team p/b Cervélo | + 1 د 09 ث     |        |
| 7.            | سام كروم          | أستراليا      | Bennelong SwissWellness Cycling Team p/b Cervélo | + 1 د 48 ث     |        |
| 8.            | ألكسندر إيفانز ‏   | أستراليا      | Mobius-BridgeLane                                | + 1 د 54 ث     |        |
| 9.            | كريستس نيولاندز   | لاتفيا        | Israel Cycling Academy                           | + 2 د 02 ث     |        |
| 10.           | Freddy Ovett ‏     | أستراليا      | Australian Cycling Academy-Ride Sunshine Coast   | + 2 د 04 ث     |        |

### تصنيف الجبال
| تصنيف الجبال | تصنيف الجبال       | تصنيف الجبال | تصنيف الجبال                | تصنيف الجبال |        |
| الدراج       | الدراج             | البلد        | الفريق                      | الوقت        | السرعة |
| ------------ | ------------------ | ------------ | --------------------------- | ------------ | ------ |
| 1.           | ناثان ايرل         | أستراليا     | Israel Cycling Academy      | 56 نقطة      |        |
| 2.           | Michael Vink ‏      | نيوزيلندا    | Brisbane Continental        | 46 نقطة      |        |
| 3.           | براد إيفانز (دراج) | نيوزيلندا    | Mobius-BridgeLane           | 42 نقطة      |        |
| 4.           | استيبان تشافيس     | كولومبيا     | Mitchelton-Scott            | 24 نقطة      |        |
| 5.           | Etienne van Empel ‏ | هولندا       | Roompot-Nederlandse Loterij | 24 نقطة      |        |
| 6.           | Angus Lyons ‏       | أستراليا     | Mobius-BridgeLane           | 20 نقطة      |        |
| 7.           | ألكسندر إيفانز ‏    | أستراليا     | Mobius-BridgeLane           | 16 نقطة      |        |
| 8.           | روبن جيريرو        | البرتغال     | تريك سيغافريدو              | 8 نقطة       |        |
| 9.           | جيمس ويلان         | أستراليا     | أستراليا                    | 8 نقطة       |        |
| 10.          | كان ريتشاردز       | أستراليا     | McDonalds Down Under        | 8 نقطة       |        |

## تصنيف الفرق

### الفرق حسب الوقت
| تصنيف الفرق حسب الوقت | تصنيف الفرق حسب الوقت                            | تصنيف الفرق حسب الوقت | تصنيف الفرق حسب الوقت |        |
| الفريق                | الفريق                                           | البلد                 | الوقت                 | السرعة |
| --------------------- | ------------------------------------------------ | --------------------- | --------------------- | ------ |
| 1.                    | Mitchelton-Scott                                 | أستراليا              | 55 س 43 د 27 ث        |        |
| 2.                    | Bennelong SwissWellness Cycling Team p/b Cervélo | أستراليا              | + 1 د 20 ث            |        |
| 3.                    | تريك سيغافريدو                                   | الولايات المتحدة      | + 6 د 51 ث            |        |
| 4.                    | Equipo nacional de Australia                     | أستراليا              | + 8 د 04 ث            |        |
| 5.                    | Israel Cycling Academy                           | إسرائيل               | + 10 د 40 ث           |        |
| 6.                    | Brisbane Continental                             | أستراليا              | + 15 د 48 ث           |        |
| 7.                    | Aqua Blue Sport                                  | جمهورية أيرلندا       | + 22 د 05 ث           |        |
| 8.                    | Roompot-Nederlandse Loterij                      | هولندا                | + 26 د 51 ث           |        |
| 9.                    | JLT Condor                                       | المملكة المتحدة       | + 27 د 52 ث           |        |
| 10.                   | Drapac-EF Cannondale Holistic Development        | أستراليا              | + 33 د 43 ث           |        |

## تصانيف فرعية

### تصنيف أفضل عداء
| تصنيف أفضل عداء | تصنيف أفضل عداء    | تصنيف أفضل عداء | تصنيف أفضل عداء                                  | تصنيف أفضل عداء |        |
| الدراج          | الدراج             | البلد           | الفريق                                           | الوقت           | السرعة |
| --------------- | ------------------ | --------------- | ------------------------------------------------ | --------------- | ------ |
| 1.              | ستيل فون هوف       | أستراليا        | Bennelong SwissWellness Cycling Team p/b Cervélo | 28 نقطة         |        |
| 2.              | كان ريتشاردز       | أستراليا        | McDonalds Down Under                             | 18 نقطة         |        |
| 3.              | Mathew Ross ‏       | أستراليا        | أستراليا                                         | 14 نقطة         |        |
| 4.              | كاميرون ماير       | أستراليا        | Mitchelton-Scott                                 | 14 نقطة         |        |
| 5.              | Liam Magennis ‏     | أستراليا        | Drapac-EF Cannondale Holistic Development        | 12 نقطة         |        |
| 6.              | سام كروم           | أستراليا        | Bennelong SwissWellness Cycling Team p/b Cervélo | 10 نقطة         |        |
| 7.              | لاسي نورمان هانسن  | الدنمارك        | Aqua Blue Sport                                  | 10 نقطة         |        |
| 8.              | مادس بيدرسن        | الدنمارك        | تريك سيغافريدو                                   | 10 نقطة         |        |
| 9.              | Michael Vink ‏      | نيوزيلندا       | Brisbane Continental                             | 8 نقطة          |        |
| 10.             | توم ستيوارت (دراج) | المملكة المتحدة | JLT Condor                                       | 8 نقطة          |        |

### تصنيف أفضل شاب
| تصنيف أفضل شاب | تصنيف أفضل شاب       | تصنيف أفضل شاب | تصنيف أفضل شاب                                   | تصنيف أفضل شاب |        |
| الدراج         | الدراج               | البلد          | الفريق                                           | الوقت          | السرعة |
| -------------- | -------------------- | -------------- | ------------------------------------------------ | -------------- | ------ |
| 1.             | Dylan Sunderland ‏    | أستراليا       | Bennelong SwissWellness Cycling Team p/b Cervélo | 18 س 35 د 12 ث |        |
| 2.             | ألكسندر إيفانز ‏      | أستراليا       | Mobius-BridgeLane                                | + 51 ث         |        |
| 3.             | جيمس ويلان           | أستراليا       | أستراليا                                         | + 2 د 55 ث     |        |
| 4.             | ريان كريستنسن        | نيوزيلندا      | Oliver's Real Food                               | + 5 د 00 ث     |        |
| 5.             | Calan White ‏         | أستراليا       | Brisbane Continental                             | + 6 د 10 ث     |        |
| 6.             | Cyrus Monk ‏          | أستراليا       | Drapac-EF Cannondale Holistic Development        | + 6 د 14 ث     |        |
| 7.             | لوكاس هاميلتون       | أستراليا       | Mitchelton-Scott                                 | + 7 د 15 ث     |        |
| 8.             | ميخائيل بوتير (دراج) | أستراليا       | Australian Cycling Academy-Ride Sunshine Coast   | + 8 د 40 ث     |        |
| 9.             | Angus Lyons ‏         | أستراليا       | Mobius-BridgeLane                                | + 19 د 15 ث    |        |
| 10.            | Reece Tucknott ‏      | أستراليا       | أستراليا                                         | + 21 د 00 ث    |        |

## وصلات خارجية
- الموقع الرسمي
- طواف هيرالد صن 2018 على موقع إحصائيات الدراجات الإحترافية (الإنجليزية)